# Шуйское сельское поселение (Карелия)
Шу́йское се́льское поселе́ние — муниципальное образование в составе Прионежского района Республики Карелии России. Административный центр — посёлок Шуя.

## Географические данные
- Расположение: северная часть Прионежского района
- Граничит:
  - на севере — с Кондопожским районом
  - на востоке — с Заозерским сельским поселением
  - на юге — с Нововилговским и Мелиоративным сельскими поселениями и Петрозаводским городским округом.
  - на западе — с Чалнинским и Гарнизонным сельскими поселениями
- Крупные озёра: Укшозеро.

## Население
| 2009  | 2010  | 2012  | 2013  | 2014  | 2015  | 2016  |
| ----- | ----- | ----- | ----- | ----- | ----- | ----- |
| 0     | ↗3230 | ↗3294 | ↗3372 | ↗3449 | ↗3540 | ↗3694 |
| 2017  | 2018  | 2019  | 2020  | 2021  | 2023  |       |
| ↗3835 | ↗3964 | ↗4040 | ↗4098 | ↘3535 | ↗3548 |       |

## Населённые пункты
В сельское поселение входят 10 населённых пунктов (в том числе 4 населённых пункта в составе посёлка):
| №  | Населённый пункт   | Тип населённого пункта | Население |
| -- | ------------------ | ---------------------- | --------- |
| 1  | Карельская Деревня | посёлок                | ↗14       |
| 2  | Косалма            | деревня                | ↗54       |
| 3  | Намоево            | деревня                | →3        |
| 4  | Царевичи           | деревня                | ↗8        |
| 5  | Шуйская Чупа       | деревня                | ↘3        |
| 6  | Шуя                | посёлок                | ↗3290     |
| 7  | Бесовец            | посёлок                |           |
| 8  | Верховье           | деревня                |           |
| 9  | Маткачи            | деревня                |           |
| 10 | Шуйская            | станция                |           |